# Boeoes Kaelstigen
Boeoes Kaelstigen är en technogrupp bestående av Leo Nathorst-Böös (född 1985) och Tor Rauden Källstigen (född 1985). Deras kännetecken är minimalistisk techno med influenser av trance. Amerikanska Pitchfork beskriver duons verk som ”varm rättfram syntpop”. Förutom Boeoes Kaelstigens egna släpp har remixer gjorts åt Seinabo Sey, Tove Styrke, Familjen, Ansiktet, Bosson, Jonathan Johansson, Firefox AK och Andreas Tilliander.

## Debutalbum

### Narrativ
Albumet utspelar sig i ett framtidsscenario där all infrastruktur är lamslagen av Y2K38-problemet. Efter katastrofen samlas människor vid den avlagda satellitstationen Tanum Teleport för att göra upp om en fredlig pan-nordisk framtid.

### Grammisnominering
"Tanum Teleport" nominerades till Grammis 2011 inom kategorin "urban/dance".

## Diskografi

### Album
- Overcomes Love, Time & Space (2015). Adrian Recordings.
- Tanum Teleport (2010). Adrian Recordings.

### Singlar
- Any Higher (feat. Ashha Ali) (2015). Adrian Recordings.
- Damm (feat. Vanbot) (2015). Adrian Recordings.
- Our Story (feat. Vanbot) (2014). Adrian Recordings.
- Be the Lights (feat. Name the Pet) (2014). Adrian Recordings.
- Kantillo (2011). Adrian Recordings.
- Lou (2010). Discobelle & Adrian Recordings.
- Desolate View (feat. Stefan Storm) (2010). Adrian Recordings.
- Be the Lights (feat. Name the Pet) (2014). Adrian Recordings.

### EP
- Toppola (2008). Koloni Records.
- Commuting Colour Remixes (2008). Adrian Recordings.
- Commuting Colour (2008). Adrian Recordings.
- Pan European (2007). Adrian Recordings.

### Fotnoter
1. ↑  ”Boeoes Kaelstigen Be the Lights (feat. Name the Pet)”. Pitchfork. http://pitchfork.com/reviews/tracks/16905-be-the-lights-ft-name-the-pet/. Läst 6 maj 2014.
2. ↑  ”De kan vinna grammis 2011”. Expressen. Arkiverad från originalet den 15 december 2010. https://web.archive.org/web/20101215162046/http://www.expressen.se/noje/1.2253718/de-kan-vinna-grammis-2011. Läst 15 december 2010.